# Love Me On The Rocks
Love Me On The Rocks (Ámame sobre las rocas) es el segundo sencillo del tercer álbum de Blue System, Twilight. Es publicado en 1989 por Hanseatic M.V. y distribuido por BMG. La letra, música, arreglos y producción pertenecen a Dieter Bohlen, La coproducción estuvo a cargo de Luis Rodriguez. El tema no entró al cahert alemán.

## Sencillos
7" Single Hansa 112 843,	11.12.1989
1. Love Me On The Rocks		3:27
2. Little Jeannie		3:28

12" Single Hansa 612 843,	11.12.1989
1. Love Me On The Rocks (Long Version)		5:19
2. Little Jeannie		3:28
3. Love Me On The Rocks (Radio Version)		3:27

CD-Maxi Hansa 662 843,	11.12.1989
1. Love Me On The Rocks (Long Version)		5:19
2. Little Jeannie		3:28
3. Love Me On The Rocks (Radio Version)		3:27